# Gunnar Dafgård
Knut Gunnar Vilhelm Dafgård, född 9 januari 1919 i Vänersborg, död 13 november 2003 i Källby, Götene kommun, Västra Götalands län, var en svensk livsmedelsfabrikör och grundare av Gunnar Dafgård AB.
Gunnar Dafgård var son till handlanden Gustaf Dafgård och Jenny, född Andersson. Han var ägare av och VD för Gunnar Dafgård AB från 1937 samt delägare i AB Jordgubbar Finnerödja och ägare av Swedish Food Co AS Helsingör. Han var styrelseledamot i Köttbranschens riksförbund, Skaraborgs läns slakteri- och charkuteriidkarförening, SHB Lidköping. Han var medlem i Odd Fellow, Rotary och Svarta ÖrnarsO. Han var styrelseledamot i DLF, Sveriges grossistförbund, Sveriges köttgrossisters ekonomiska förening upa och ledamot i IVA:s industriråd. Gunnar Dafgård var en av pionjärerna när det gäller utvecklingen av djupfrysta livsmedel.
Han var från 1943 gift med Nancy Johansson (1920–2011), dotter till fabrikör Albert Johansson och Signe, ogift Karlsson. Makarna fick sönerna Thomas 1949 och Ulf Dafgård 1955, båda verksamma i familjeföretaget.